# Jānis Balodis

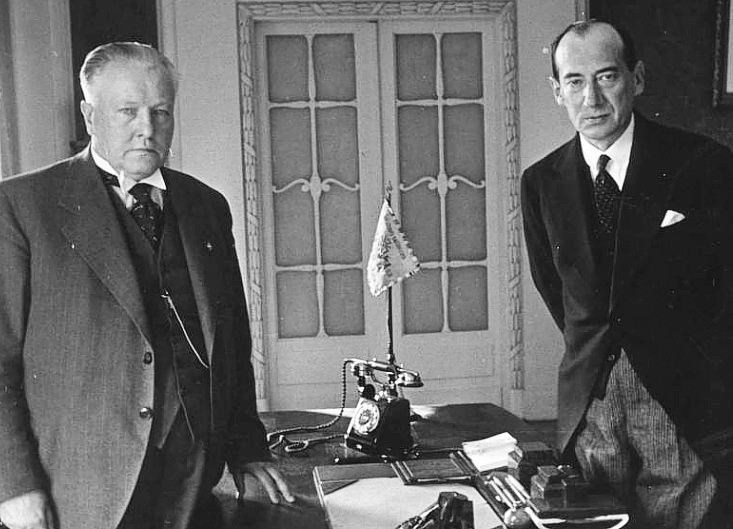
Balodis (t.v.) med Polens utrikesminister Józef Beck, 1938.

Jānis Balodis, född 1881, död 1965, var en lettisk militär och politiker; vicepresident 1936. Han var bror till Francis Balodis.
Balodis deltog som rysk militär i rysk-japanska kriget och i första världskriget och föll 1915 i tysk fångenskap. Han återvände till Lettland 1918 deltog han i den lettiska frihetskampen och var i dess slutskede från oktober 1919 överbefälhavare över lettiska armén. År 1920 befordrades Balodis till general och lämnade den aktiva tjänsten. Därefter var han politiskt aktiv inom agrarpartiet, invaldes 1925 i parlamentet och var krisgsminister 1931–1940. Balodis bidrog till statskuppen 1934 och var från dess Kārlis Ulmanis närmaste man och utsågs 1936 till hans ställföreträdare.
Han deporterades till Sibirien i dåvarande Sovjetunionen 1940, varifrån han frigavs och återvände till Lettland 1956.